# Reinhard Van Hoorickx
Peter Reinhard Van Hoorickx (* 15. Dezember 1918 in Gentbrugge, Gent; † 10. Oktober 1997 in Sint-Truiden) war ein belgischer Franziskaner und Musikwissenschaftler.

## Leben
Hoorickx trat dem Orden 1937 bei und wurde 1943 in Sint-Truiden zum Priester geweiht. Er war von 1947 bis 1956 in Ägypten, dann bis 1964 in Jerusalem, die nächsten vier Jahre in Syrien. 1968 kehrte er in seine Heimat zurück und verbrachte dort 13 Jahre, wurde aber von 1981 bis 1993 nach Korsika versetzt.
Hoorickx war neben seinem Wirken als Geistlicher vorrangig als Musikwissenschaftler und Komponist aktiv. Bekannt wurde er dank seiner zahlreichen Quellenrecherchen und aufgrund seiner Versuche, fragmentarische Kompositionen von Franz Schubert aufführbar zu ergänzen.

## Veröffentlichungen (Auswahl)
- Thematic Catalogue of Schubert's Works. New Additions, Corrections and Notes. In: Revue belge de Musicologie. = Belgisch Tijdschrift voor Muziekwetenschap. Bd. 28/30, 1974/1976, ISSN 0771-6788, S. 136–171, JSTOR:3686053.

## Kompositionen (Ergänzungen, Rekonstruktionen)
- als Mitherausgeber: Franz Schubert: Ausgewählte Lieder nach Gedichten von Matthisson, Hölty, Claudius, Schiller. = Selected songs on poems by Matthisson, Hölty, Claudius, Schiller. = Lieder choisis sur des poèmes de Matthisson, Hölty, Claudius, Schiller. Herausgegeben von Walther Dürr[3], Reinhard Van Hoorickx[4]. Bärenreiter, Kassel u. a. 1969.